# Zypern-Cup 2012
Der Zypern-Cup 2012 war die 5. Ausspielung des seit 2008 alljährlich ausgetragenen Frauenfußballturniers für Nationalmannschaften und fand vom 28. Februar bis 6. März 2012 wie zuvor an verschiedenen Spielorten in der Republik Zypern statt. Das Turnier wurde vom englischen, niederländischen und schottischen Verband organisiert. Frankreich gewann erstmals den Wettbewerb durch ein 2:0 im Finale gegen Titelverteidiger Kanada.
Spielorte waren das GSP-Stadion in Nikosia, das GSZ-Stadion und Ammochostos-Stadion in Larnaka, Tasos Markou in Paralimni sowie das Dasaki-Stadion in Achna.

## Modus
An dem Turnier nahmen zwölf Nationalmannschaften teil. Die acht am höchsten eingeschätzten Mannschaften bildeten die Gruppen A und B, die vier schwächeren Mannschaften die Gruppe C. Zuerst spielten die Teams in ihrer Gruppe jeder gegen jeden um die Platzierung. Dabei ist zunächst die beste Punktzahl, dann der direkte Vergleich und erst danach die Tordifferenz für die Platzierung entscheidend. Danach wurde wie folgt verfahren:
- Spiel um Platz 11: Die viertplatzierte Mannschaft der Gruppe C gegen die schlechtere viertplatzierte Mannschaft der Gruppen A oder B.
- Spiel um Platz 9: Die drittplatzierte Mannschaft der Gruppe C gegen die bessere viertplatzierte Mannschaft der Gruppen A oder B.
- Spiel um Platz 7: Die zweitplatzierte Mannschaft der Gruppe C gegen die schlechtere drittplatzierte Mannschaft der Gruppen A und B.
- Spiel um Platz 5: Sieger der Gruppe C gegen die bessere drittplatzierte Mannschaft der Gruppen A und B.
- Spiel um Platz 3: Die zweitplatzierten Mannschaften der Gruppen A und B.
- Endspiel: Die Sieger der Gruppen A und B spielen um den Turniersieg.

Stand es nach der regulären Spielzeit der Platzierungsspiele unentschieden, folgte eine Verlängerung und dann ggf. ein Elfmeterschießen.
Da die FIFA die Spiele als Freundschaftsspiele einstufte, durfte jede Mannschaft pro Spiel sechs Auswechslungen vornehmen.

## Das Turnier

### Gruppenphase

#### Gruppe A
| Pl. | Land       | Sp. | S | U | N | Tore    | Diff. | Punkte |
| --- | ---------- | --- | - | - | - | ------- | ----- | ------ |
| 1.  | Frankreich | 3   | 3 | 0 | 0 | 008:100 | +7    | 09     |
| 2.  | England    | 3   | 2 | 0 | 1 | 004:400 | ±0    | 06     |
| 3.  | Finnland   | 3   | 1 | 0 | 2 | 005:600 | −1    | 03     |
| 4.  | Schweiz    | 3   | 0 | 0 | 3 | 001:700 | −6    | 0      |

|                        |   |            |           |
| 28. Februar in Nikosia |   |            |           |
| Frankreich             | – | Schweiz    | 3:0 (3:0) |
| 28. Februar in Nikosia |   |            |           |
| England                | – | Finnland   | 3:1 (1:0) |
| 1. März in Larnaka     |   |            |           |
| Schweiz                | – | England    | 0:1 (0:0) |
| 1. März in Larnaka     |   |            |           |
| Finnland               | – | Frankreich | 1:2 (0:1) |
| 4. März in Paralimni   |   |            |           |
| England                | – | Frankreich | 0:3 (0:1) |
| 4. März in Paralimni   |   |            |           |
| Finnland               | – | Schweiz    | 3:1 (2:0) |

#### Gruppe B
| Pl. | Land        | Sp. | S | U | N | Tore    | Diff. | Punkte |
| --- | ----------- | --- | - | - | - | ------- | ----- | ------ |
| 1.  | Kanada      | 3   | 3 | 0 | 0 | 008:200 | +6    | 09     |
| 2.  | Italien     | 3   | 1 | 0 | 2 | 004:500 | −1    | 03     |
| 3.  | Niederlande | 3   | 1 | 0 | 2 | 003:400 | −1    | 03     |
| 4.  | Schottland  | 3   | 1 | 0 | 2 | 004:800 | −4    | 03     |

|                        |   |             |           |
| 28. Februar in Larnaka |   |             |           |
| Niederlande            | – | Italien     | 2:1 (0:1) |
| 28. Februar in Larnaka |   |             |           |
| Kanada                 | – | Schottland  | 5:1 (2:1) |
| 1. März in Nikosia     |   |             |           |
| Schottland             | – | Niederlande | 2:1 (1:1) |
| 1. März in Nikosia     |   |             |           |
| Italien                | – | Kanada      | 1:2 (1:1) |
| 4. März in Paralimni   |   |             |           |
| Italien                | – | Schottland  | 2:1 (1:0) |
| 7. März in Nikosia     |   |             |           |
| Niederlande            | – | Kanada      | 0:1 (0:0) |

#### Gruppe C
| Pl. | Land       | Sp. | S | U | N | Tore    | Diff. | Punkte |
| --- | ---------- | --- | - | - | - | ------- | ----- | ------ |
| 1.  | Südkorea   | 3   | 2 | 1 | 0 | 004:200 | +2    | 07     |
| 2.  | Neuseeland | 3   | 1 | 2 | 0 | 003:100 | +2    | 05     |
| 3.  | Südafrika  | 3   | 1 | 1 | 1 | 003:200 | +1    | 04     |
| 4.  | Nordirland | 3   | 0 | 0 | 3 | 000:500 | −5    | 0      |

|                      |   |            |           |
| 28. Februar in Achna |   |            |           |
| Südkorea             | – | Südafrika  | 2:1 (0:1) |
| 2. März in Larnaka   |   |            |           |
| Neuseeland           | – | Nordirland | 2:0 (0:0) |
| 1. März in Larnaka   |   |            |           |
| Nordirland           | – | Südkorea   | 0:1 (0:1) |
| 1. März in Larnaka   |   |            |           |
| Südafrika            | – | Neuseeland | 0:0       |
| 4. März in Paralimni |   |            |           |
| Neuseeland           | – | Südkorea   | 1:1 (0:1) |
| 4. März in Paralimni |   |            |           |
| Nordirland           | – | Südafrika  | 0:2 (0:0) |

### Platzierungsspiele
Spiel um Platz 11
|                    |   |            |           |
| 6. März in Larnaka |   |            |           |
| Schweiz            | – | Nordirland | 5:0 (1:0) |

Spiel um Platz 9
|                      |   |           |           |
| 6. März in Paralimni |   |           |           |
| Schottland           | – | Südafrika | 2:0 (2:0) |

Spiel um Platz 7
|                  |   |             |                                 |
| 6. März in Achna |   |             |                                 |
| Neuseeland       | – | Niederlande | 2:2 n. V. (2:2; 1:1); 2:4 i. E. |

Spiel um Platz 5
|                    |   |          |                           |
| 6. März in Larnaka |   |          |                           |
| Südkorea           | – | Finnland | 1:1 (1:1, 0:0); 7:6 i. E. |

Spiel um Platz 3
|                      |   |         |           |
| 6. März in Paralimni |   |         |           |
| England              | – | Italien | 1:3 (1:1) |

### Finale
| Frankreich                                    | Frankreich | Kanada | Kanada |
| --------------------------------------------- | --- | --- | ------ |
| Frankreich                                    | \| 6. März 2012 in Larnaka (GSZ-Stadion) \| \| Ergebnis: 2:0 (1:0) \| \| Zuschauer: 200 \| \| Schiedsrichterin: Jenny Palmqvist ( Schweden) \| \| Spielbericht \| | \| 6. März 2012 in Larnaka (GSZ-Stadion) \| \| Ergebnis: 2:0 (1:0) \| \| Zuschauer: 200 \| \| Schiedsrichterin: Jenny Palmqvist ( Schweden) \| \| Spielbericht \| | Kanada |
| Frankreich                                    | Sarah Bouhaddi – Corine Franco, Wendie Renard, Ophélie Meilleroux , Sonia Bompastor – Camille Abily, Élise Bussaglia, Gaëtane Thiney (84. Laure Boulleau), Louisa Nécib – Eugénie Le Sommer (90. Laura Georges), Marie-Laure Delie (75. Élodie Thomis) Cheftrainer: Bruno Bini | Erin McLeod – Rhian Wilkinson, Candace Chapman, Carmelina Moscato, Lauren Sesselmann (60. Chelsea Stewart) – Desiree Scott, Kaylyn Kyle (84. Britanny Timko), Sophie Schmidt, Christina Julien (46. Kelly Parker) – Christine Sinclair , Melissa Tancredi (73. Chelsea Buckland) Cheftrainer: John Herdman ( England) | Kanada |
| Frankreich                                    | 1:0 Marie-Laure Delie (31.) 2:0 Louisa Nécib (62., Elfmeter) | | Kanada |
| Frankreich                                    | Kaylyn Kyle, Carmelina Moscato | | Kanada |
| 6. März 2012 in Larnaka (GSZ-Stadion)         | | |        |
| Ergebnis: 2:0 (1:0)                           | | |        |
| Zuschauer: 200                                | | |        |
| Schiedsrichterin: Jenny Palmqvist ( Schweden) | | |        |
| Spielbericht                                  | | |        |